# Braderochus salcedoi
Braderochus salcedoi är en skalbaggsart som beskrevs av Bleuzen 1994. Braderochus salcedoi ingår i släktet Braderochus och familjen långhorningar.
Artens utbredningsområde är Venezuela. Inga underarter finns listade.